# St. Fridolin (Mülhausen)

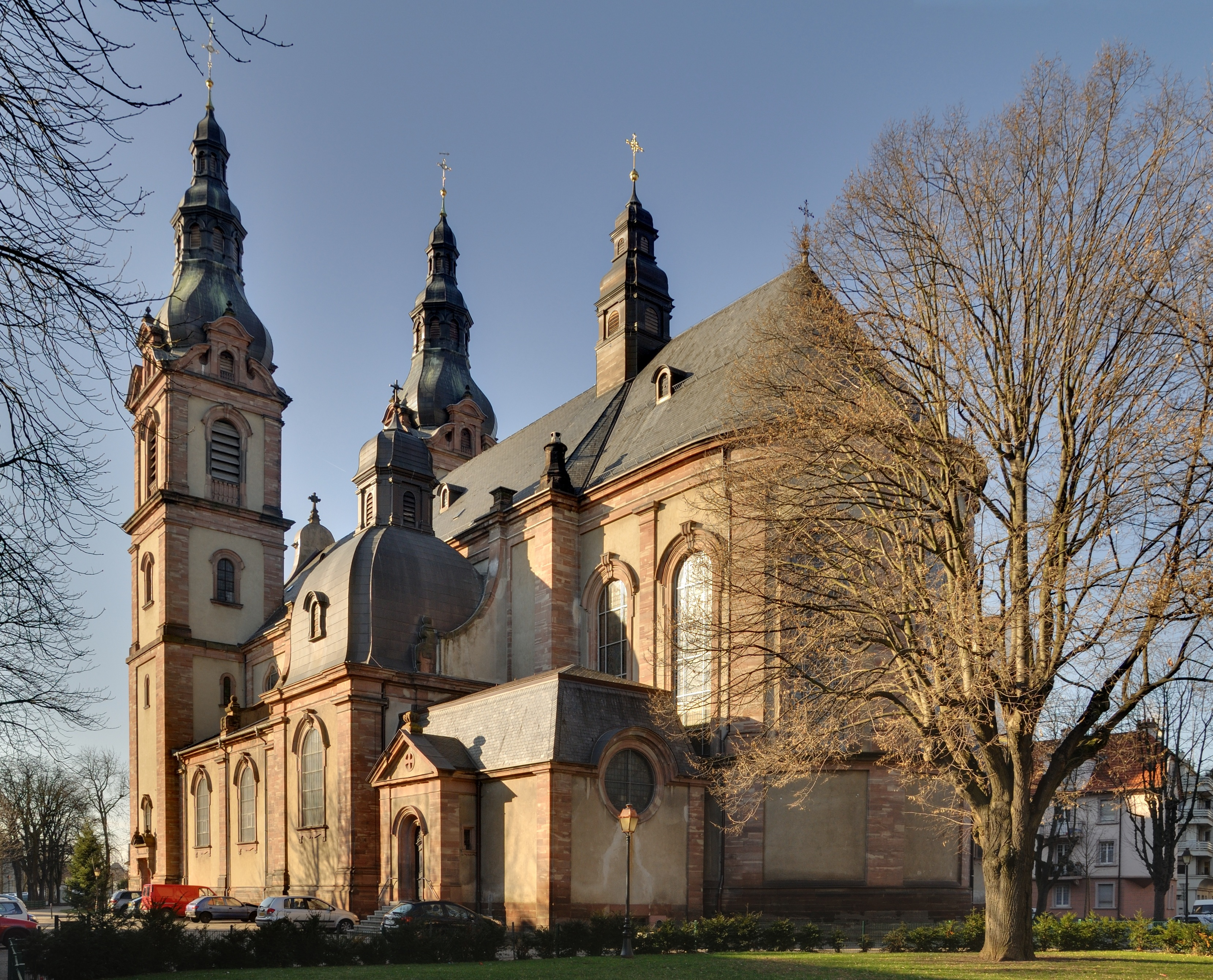
Außenansicht der Kirche

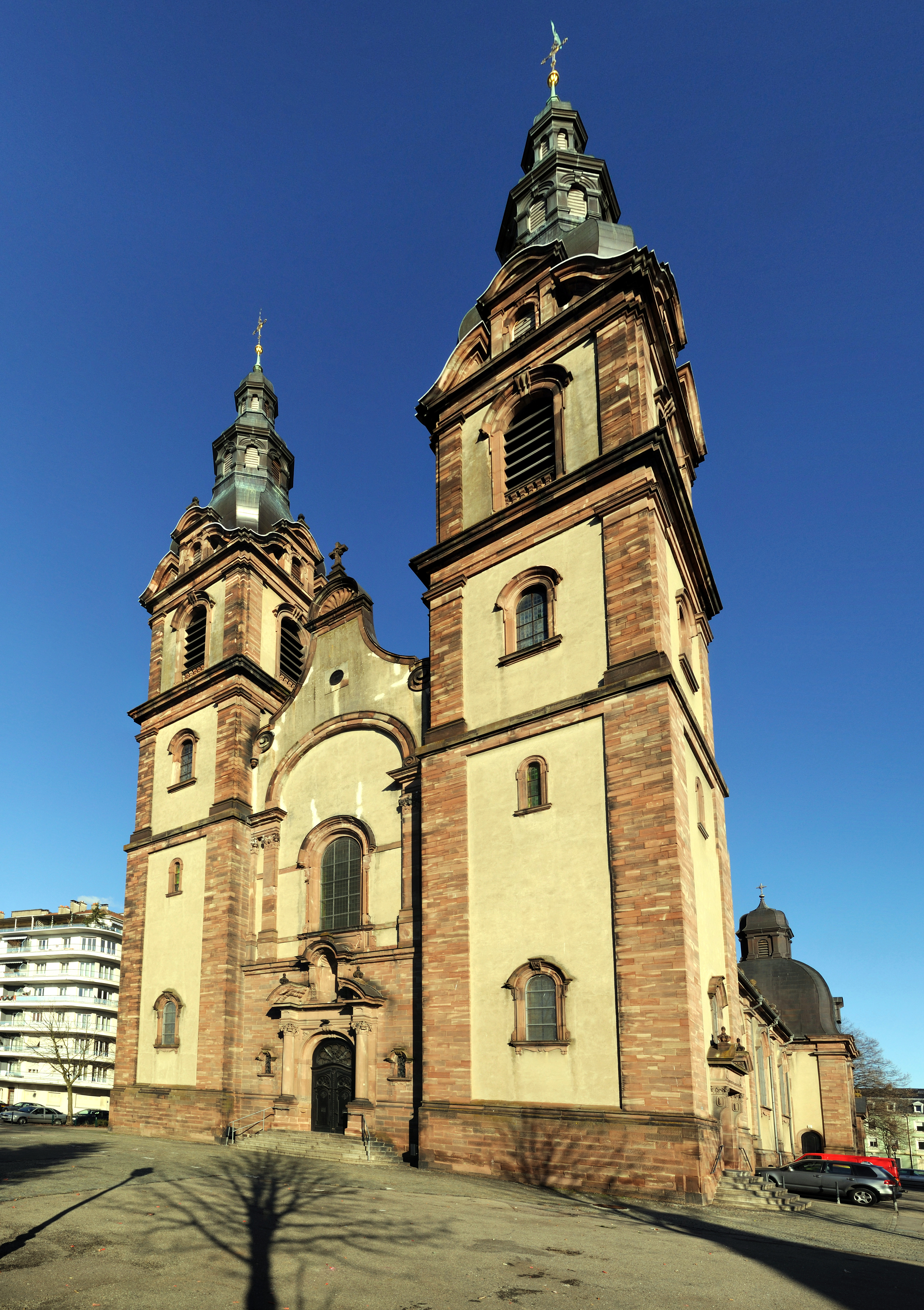
Ansicht der Doppelturmfassade

Die Kirche St. Fridolin (französisch Église Saint-Fridolin) ist eine römisch-katholische Pfarrkirche (église paroissiale) in Mülhausen. Sie stellt das größte und bedeutendste Beispiel neubarocker Sakralarchitektur im Elsass dar.

## Geschichte
1895 spendete ein Mitglied der Pfarrgemeinde, Frau Rogg, eine Geldsumme zur Errichtung einer repräsentativen Kirche. Die dem Hl. Fridolin von Säckingen gewidmete Kirche (→ Fridolinskirche) wurde 1901 bis 1906 nach Plänen von Ludwig Becker errichtet, der sich für die Doppelturmfassade bewusst an dem Fridolinsmünster orientierte.

## Ausstattung
Die Ausstattung stammt unter anderem von dem Wahlmünchener Maler Martin von Feuerstein (Gemälde), dem Colmarer Bildhauer Théophile Klem (Altäre, Kanzel, Beichtstühle, Taufstein) und dem Luzerner Orgelbaumeister Friedrich Goll. 

### Orgel
Beckers eigener Entwurf eines Orgelgehäuses wurde bei der Ausführung nicht berücksichtigt, stattdessen wurde 1907 ein Instrument erstanden, das Goll ursprünglich für den Benediktinerstift der Stadt Delle angefertigt hatte. Die heutige Mechanik stammt größtenteils aus dem Jahre 1960 und der Werkstatt des Straßburger Baumeisters Curt Schwenkedel.
| I Grand Orgue C–c4 |                  |     |
| 1.                 | Bourdon          | 16′ |
| 2.                 | Montre           | 8′  |
| 3.                 | Flûte à cheminée | 8′  |
| 4.                 | Prestant         | 4′  |
| 5.                 | Doublette        | 2′  |
| 6.                 | Fourniture III   |     |

| II Positif C–c4 |                  |        |
| 7.              | Bourdon          | 8′     |
| 8.              | Salicional       | 8′     |
| 9.              | Flûte            | 8′     |
| 10.             | Prestant         | 4′     |
| 11.             | Nasard           | 2 ⁄3′  |
| 12.             | Quarte de nasard | 2′     |
| 13.             | Tierce           | 1 3⁄5′ |
| 14.             | Cymbale III      |        |
| 15.             | Hautbois         | 8′     |

| III Récit expressif C–c4 |                |    |
| 16.                      | Cor de chamois | 8′ |
| 17.                      | Gambe          | 8′ |
| 18.                      | Aéoline        | 8′ |
| 19.                      | Voix céleste   | 8′ |
| 20.                      | Flûte          | 4′ |
| 21.                      | Principal      | 2′ |
| 22.                      | Plein Jeu IV   |    |
| 23.                      | Trompette      | 8′ |

| Pédale C–g1 |           |     |
| 24.         | Flûte     | 16′ |
| 25.         | Soubasse  | 16′ |
| 26.         | Flûte     | 8′  |
| 27.         | Bourdon   | 8′  |
| 28.         | Basse     | 4′  |
| 29.         | Bombarde  | 16′ |
| 30.         | Trompette | 8′  |
| 31.         | Clairon   | 4′  |

- Koppeln: II/I (auch als Superoktavkoppel), III/I (auch als Sub- und Superoktavkoppel), III/II, I/P, II/P, III/P

Die Kirche wurde anlässlich ihres hundertjährigen Bestehens im Jahre 2006 inwendig grundlegend restauriert. Das weiß verputzte Gemäuer war in der Zwischenzeit grau und bröckelig geworden.